# Læderhals
Læderhals eller lædernakke (engelsk: leatherneck) er et militært slangudtryk for et medlem af United States Marine Corps, et udtryk accepteret af Webster's Dictionary som synonym for marinesoldat. Udtrykket stammer fra den læderkrave, der bæres om halsen af både amerikanske og britiske marinesoldater. Begyndende i 1798 udsendtes til hver amerikansk marinesoldat "en krave af sort læder med spænder". Den blå paradeuniform har stadig denne krave i dag, mens tjenesteuniformens stående krave blev ændret til en sammenrullet flad type inden 2. verdenskrig.
Denne stive læderkrave, som lukkes med to spænder på bagsiden, målte næsten ni centimeter i højden, hvilket forhindrede halsens nødvendige bevægelser for at se ned langs et geværløb. Oprindelsen af læderhalskraven har at gøre med begyndelsen af det 19. århundredes militære modetrends i Europa og Nordamerika. Dets anvendelse blandt menige forbedrede angiveligt deres militære betydning og udseende ved at tvinge hagen op og til at tjene som beskyttelse for halsen fra sværdslag.